# Phyllanthus (plant)
Phyllanthus is een plantengeslacht uit de familie Phyllanthaceae, waarvan soorten op commerciële basis worden verbouwd voor hun eetbare vruchten. Phyllanthus is beschreven door Carl Linnaeus in Species plantarum in 1753, maar toen is geen typesoort bepaalt. De 750-900 soorten die het plantengeslacht telt, komen hoofdzakelijk voor in de tropen en subtropen.

## Soorten
- Phyllanthus acidus (L.) Skeels (1909)

Grosella
- Phyllanthus emblica L.